# ریکی ناکایا
ریکی ناکایا (انگلیسی: Riki Nakaya؛ زادهٔ ۲۵ ژوئیه ۱۹۸۹) جودوکار اهل ژاپن است.
از افتخارات وی میتوان به کسب مدال نقره در بازی‌های المپیک تابستانی ۲۰۱۲ اشاره کرد.